# Sargus rufitarsis
Sargus rufitarsis är en tvåvingeart som först beskrevs av Macquart 1846.  Sargus rufitarsis ingår i släktet Sargus och familjen vapenflugor. Inga underarter finns listade i Catalogue of Life.